# Чудна шума
Чудна шума је филм из 2014. године урађен у копродукцији Србије и Мађарске  у режији Саболча Толнаија, који је заједно са Драганом Станковићем написао и сценарио.
Филм је своју премијеру имао 25. јуна 2014. године на Филмском фестивалу Cinema city у Новом Саду.

## Радња
Син једне мађарске породице са севера Србије бежи из центра за лечење од наркоманије, његови родитељи долазе до сазнања да је њихов син дуговао локалном мафијашу, те да је највероватније побегао да би се од њега сакрио. Родитељи једно друго оптужују због судбине детета и отац се исељава из заједничког домаћинства. У наредних неколико дана обоје покушавају да пронађу сина и свако од њих се на свој начин суочава са суровом реалношћу која их окружује....

## Улоге
| Глумац            | Улога |
| ----------------- | ----- |
| Хермина Ердељи    |       |
| Роберт Тили       |       |
| Ненад Јездић      |       |
| Синиша Туцић      |       |
| Јован Белобрковић |       |